# Гранма (провинция)
Вижте пояснителната страница за други значения на Гранма.
Гранма е една от провинциите на Куба. Разположена е в източната част на страната. Населението е 819 742 жители (по приблизителна оценка от декември 2019 г.), а площта ѝ е 8374 кв. км. Намира се в часова зона UTC-5. Телефонният код е +53 – 023. Административен център е Баямо. Провинцията е кръстена на яхтата Гранма с която акостират в Куба революционерите. Основната суровина е кафето.